# Scarab
A Scarab egyiptomi death metal együttes. 2006-ban alakultak meg Kairóban, Hate Suffocation néven. Első kiadványuk egy 2007-es EP volt, első nagylemezüket 2009-ben dobták piacra. Még egy stúdióalbumot megjelentettek 2015-ben. Szövegeik témái: ősi egyiptomi kultúra, spiritualitás. 2009 óta a francia Osmose Productions kiadó jelenteti meg a lemezeiket.

## Tagjai
- Sammy Sayed - ének (2007-)
- Al-Sharif Marzeban - gitár, vokál (2006-)
- Tarek Amr - ritmusgitár (2006-2015, 2017-)
- Amir El-Saidi - dob (2017-)
- Ahmad Tarek - basszusgitár (2018-)
- Ashraf el Ziftawy - billentyűk (2018-)

## Diszkográfia
- Valley of the Sandwalkers (EP, 2007)
- Blinding the Masses (album, 2009)
- Serpents of the Nile (album, 2015)